# Lytton Indian Reserve 9B
Lytton Indian Reserve 9B är ett reservat i Kanada.   Det ligger i provinsen British Columbia, i den södra delen av landet, 3 400 km väster om huvudstaden Ottawa.
I omgivningarna runt Lytton Indian Reserve 9B växer i huvudsak barrskog. Runt Lytton Indian Reserve 9B är det ganska glesbefolkat, med 34 invånare per kvadratkilometer.